# Zeewijding
Een zeewijding of zeezegening is een katholiek gebruik waarbij de zee wordt gezegend en dat van oudsher wordt toegepast aan de Vlaamse kust. Dit gebruik heeft zijn ontstaan te danken aan de vele kleine vissergemeenschappen die de kust kende. Met de wijding van de zee gedenkt men vooral de op zee gebleven vissers en wordt er bescherming gevraagd. Aan de Vlaamse kust zijn er jaarlijkse zeewijdingen te:
- Blankenberge (begin juli);
- Bredene (Duynewake bij de Visserskapel;
- De Panne;
- Heist (op Onze-Lieve-Vrouw-Hemelvaart vanuit de Sint-Antonius Abtkerk);
- Koksijde (derde zondag van juni);
- Nieuwpoort;
- Oostduinkerke;
- Oostende (begin juli);
- Wenduine (Pinkstermaandag);
- Westende (juni);
- Zeebrugge (juni).

Meestal gaat de zeewijding gepaard met een processie en een H. Mis.
Destijds werd het gebruik vissersmesdag genoemd en steeds gevierd op Sint-Pietersdag, 29 juni. Sint-Pieter is de patroonheilige van de vissers.